# Wat Heb Je Vandaag Op School Geleerd
Wat Heb Je Vandaag Op School Geleerd is een Nederlandstalig liedje van de Belgische band De Elegasten uit 1969. Het nummer verscheen oorspronkelijk als B-kant van de single De kaboutertjes.

## Inhoud
Het nummer is een cover van "What Did You Learn In School Today?" door folkzanger Tom Paxton. Het origineel is een kritiek op de Amerikaanse regering, justitie, de politie en haar oorlogspolitiek. De versie van De Elegasten is echter aangepast aan de Belgische politieke situatie uit de jaren 60 en specifieker in haar doelwitten. Hun nummer bevat bijvoorbeeld uitgesproken verwijzingen naar de btw, de taalstrijd in België, de plaatsing van de eerste atoomcentrales en de kwestie rond Leuven Vlaams.

## Meewerkende artiesten
- Muzikanten[3]:
  - Herman Van Caeckenberghe (zang)
  - Paul Poppe
  - Ray Poppe
  - Yvan Poppe
  - Riet Bracke